# Svenska Dagbladets guldmedalje
Svenska Dagbladets guldmedalje eller bragdguldet er en medalje, som Svenska Dagbladet har uddelt hvert år siden 1925. Medaljen gives til "årets främsta svenska idrottsbragd" (årets fornemste svenske idrætsbedrift) og uddeles i december.

## Svenska Dagbladets guldmedalje-modtagere

### 1920'erne
- 1925 – Sten Pettersson, atletik
- 1926 – Arne Borg, svømning og Edwin Wide, atletik
- 1927 – Sven Salén, sejlsport
- 1928 – Per-Erik Hedlund, langrend
- 1929 – Gillis Grafström, kunstskøjteløb og Sven Utterström, langrend

### 1930'erne
- 1930 – John Richthoff, brydning
- 1931 – Sven Rydell, fodbold
- 1932 – Ivar Johansson, brydning
- 1933 – Sven "Sleven" Säfwenberg, bandy
- 1934 – Harald Andersson, atletik
- 1935 – Hans Drakenberg, fægtning
- 1936 – Erik Larsson, langrend
- 1937 – Torsten Ullman, skydning
- 1938 – Björn Borg, svømning
- 1939 – Sven Selånger, langrend

### 1940'erne
- 1940 – Henry Kälarne og Håkan Lidman, atletik
- 1941 – Alfred Dahlqvist, langrend
- 1942 – Gunder Hägg, atletik
- 1943 – Arne Andersson, atletik
- 1944 – Nils 'Mora-Nisse' Karlsson, langrend
- 1945 – Claes Egnell, moderne femkamp
- 1946 – Arvid Andersson, vægtløftning
- 1947 – Gösta Frändfors, brydning
- 1948 – William Grut, moderne femkamp
- 1949 – Gert Fredriksson, kano

### 1950'erne
- 1950 – Lennart Bergelin, tennis
- 1951 – Rune Larsson, atletik
- 1952 – Valter Nyström, atletik
- 1953 – Bertil Antonsson, brydning
- 1954 – Bengt Nilsson, atletik
- 1955 – Sigge Ericsson, hurtigløb på skøjter
- 1956 – Lars Hall, moderne femkamp og Sixten Jernberg, langrend
- 1957 – Dan Waern, atletik
- 1958 – Richard Dahl, atletik
- 1959 – Agne Simonsson, fodbold

### 1960'erne
- 1960 – Jane Cederqvist, svømning
- 1961 – Ove Fundin, speedway og Sten Lundin, motocross
- 1962 – Assar Rönnlund, langrend
- 1963 – Jonny Nilsson, hurtigløb på skøjter
- 1964 – Rolf Peterson, kano
- 1965 – Kjell Johansson, bordtennis
- 1966 – Kurt Johansson, skydning
- 1967 – Brødrene Fåglum (Erik Pettersson, Gösta Pettersson, Sture Pettersson og Tomas Pettersson), landevejscykling
- 1968 – Toini Gustafsson-Rönnlund, langrend
- 1969 – Ove Kindvall, fodbold

### 1970'erne
- 1970 – Gunnar Larsson, svømning
- 1971 – Stellan Bengtsson, bordtennis
- 1972 – Ulrika Knape, udspring
- 1973 – Rolf Edling, fægtning
- 1974 – Björn Borg, tennis
- 1975 – Ingemar Stenmark, alpin skisport
- 1976 – Anders Gärderud, atletik og Bernt Johansson, landevejscykling
- 1977 – Frank Andersson, brydning
- 1978 – Björn Borg, tennis og Ingemar Stenmark, alpin skisport
- 1979 – Malmö FF, fodbold

### 1980'erne
- 1980 – Thomas Wassberg, langrend
- 1981 – Annichen Kringstad, orienteringsløb
- 1982 – Mats Wilander, tennis
- 1983 – Håkan Carlqvist, motocross
- 1984 – Gunde Svan, langrend
- 1985 – Patrik Sjöberg, atletik
- 1986 – Tomas Johansson, brydning
- 1987 – Sveriges ishockeylandshold, ishockey og Marie-Helene Westin, langrend
- 1988 – Tomas Gustafson, hurtigløb på skøjter
- 1989 – Sveriges bordtennislandshold, bordtennis

### 1990'erne
- 1990 – Stefan Edberg, tennis
- 1991 – Pernilla Wiberg, alpin skisport
- 1992 – Jan-Ove Waldner, bordtennis
- 1993 – Torgny Mogren, langrend
- 1994 – Sveriges fodboldlandshold, fodbold
- 1995 – Annika Sörenstam, golf
- 1996 – Agneta Andersson og Susanne Gunnarsson, kano
- 1997 – Ludmila Engquist, atletik
- 1998 – Sveriges håndboldlandshold, håndbold
- 1999 – Tony Rickardsson, speedway

### 2000'erne
- 2000 – Lars Frölander, svømning
- 2001 – Per Elofsson, langrend
- 2002 – Susanne Ljungskog, cykel
- 2003 – Carolina Klüft, atletik
- 2004 – Stefan Holm, atletik
- 2005 – Kajsa Bergqvist, atletik
- 2006 – Anja Pärson, alpin skisport
- 2007 – Anja Pärson, alpin skisport
- 2008 – Jonas Jacobsson, skydning – handicapidræt
- 2009 – Helena Jonsson, skiskydning

### 2010'erne
- 2010 – Marcus Hellner, Johan Olsson, Daniel Richarsson og Anders Södergren, langrend
- 2011 – Therese Alshammar, svømning
- 2012 – Lisa Nordén, triatlon
- 2013 – Johan Olsson, langrend
- 2014 – Ida Ingemarsdotter, Emma Wikén, Anna Haag, Charlotte Kalla, langrend
- 2015 – Sarah Sjöström, svømning
- 2016 – Henrik Stenson, golf
- 2017 – Sarah Sjöström, svømning[1]
- 2018 – Hanna Öberg, skiskydning